# Schloss Obermögersheim
Das Schloss Obermögersheim ist eine abgegangene Burg- und spätere Schlossanlage am Nordrand des Gemeindeteils Obermögersheim von Wassertrüdingen im mittelfränkischen Landkreis Ansbach in Bayern. Das Schloss ist unter dem Aktenzeichen  D-5-71-214-104 als Baudenkmal und unter dem Aktenzeichen D-5-6929-0237 als Bodendenkmal in die Bayerische Denkmalliste eingetragen.

## Geschichte
Obermögersheim war Sitz des zwischen 1163 und 1366 in den Urkunden überlieferten Ortsadelsgeschlechts der Herren von Megersheim, die Ministerialen sowohl der Grafen von Truhendingen als auch des Hochstifts Eichstätt waren. Ob sie auf einer Burg oder auf einem unbefestigten Hofgut saßen, ist nicht geklärt. 1309 verkauften sie ihren Sitz an das Spital zu Auhausen. In der Folgezeit sind die Besitzer der Anlage in den Quellen nur schwer zu fassen. 1496 veräußerte Jörg von Kemnaten Obermögersheim an seinen Schwager Bernhart von Rossau. Dieser trat dem Ritterkanton Altmühl bei und Obermögersheim wurde endgültig zu einem Rittersitz.
1623 fiel das Lehen an die Markgrafen von Ansbach heim. Diese verkauften den Besitz an den Geheimen Rat Wilhelm von Goldstein, der dort um 1650 ein neues Schloss errichtete. Auf diesem saßen dann von 1667 bis 1773 die Herren von Jaxtheim. Die Enkelin des letzten Freiherren von Jaxtheim, Juliane Freiin von Stein, verkaufte ab 1773 die zu ihrem Schloss gehörigen Güter. Ihr folgten als Besitzer ab 1813 ihre beiden Söhne, von denen einer der preußische Minister Karl vom Stein zum Altenstein war. Sie verkauften bis 1840 die Schlossgebäude stückweise auf Abbruch. Louise Caroline Freiherrin von Stein veräußerte dann bis 1850 die letzten Schlossrelikte.

## Beschreibung
Das Schlossgebäude ist heute durch ein modernes Haus überbaut. Das Aussehen von Burg und Schloss nicht überliefert. Es existiert lediglich im Osten und Norden noch die Geländevertiefung des ehemaligen Grabens mit einer ursprünglich 2 m hohen Futtermauer auf der Außenseite. Zur Straße hin stand früher ein Torhaus, die Mauer war dort auch durch einen Zwinger verstärkt. Westlich schloss sich der Wirtschaftshof an.